# Storia di una capinera (film)
Storia di una capinera è un film italiano del 1993 diretto da Franco Zeffirelli e tratto dal romanzo omonimo di Giovanni Verga.
Ambientato nella Catania di metà Ottocento, narra la storia di una ragazza che viene costretta dalla matrigna a farsi suora. Il film è stato girato ad Aci Trezza, Aci Castello, Catania, Etna, Palazzolo Acreide, Noto, Zafferana Etnea e ad Aci San Filippo nei pressi dell'Eremo di Sant'Anna.

## Trama
Nella Catania di metà Ottocento scoppia un'epidemia di colera. La giovane novizia Maria è costretta ad abbandonare temporaneamente il suo convento per tornare a casa da suo padre e dalla sua matrigna, Matilde. Durante questo periodo la ragazza, che fin dalla più tenera età ha conosciuto solo la vita di clausura, scopre la vita al di fuori del chiostro e ne resta affascinata. Maria conosce anche Nino, giovane studente di buona famiglia del quale si innamora a prima vista. Anche il giovane sembra interessarsi a lei: la invita a ballare durante una festa e la corteggia in altre occasioni.
Maria è indecisa: vorrebbe stare con Nino ma allo stesso tempo pensa che il suo destino sia prendere i voti, così come la matrigna aveva stabilito. Un giorno Nino le dichiara il suo amore e le chiede di lasciare il convento: questo accentua il tormento di Maria, combattuta tra i suoi sentimenti e il suo dovere nei confronti di Dio. Alla fine il senso del dovere prevale e, dopo aver rifiutato Nino,  la giovane fa ritorno in convento. Qui, contrariamente alle sue aspettative, il suo tormento non si placa e le fa capire di non aver preso la giusta decisione.
Pensa ai momenti passati con lui e si confessa con suor Agata, una suora apparentemente pazza, in realtà anche lei tormentata da un sentimento d'amore per un uomo conosciuto diversi anni prima e, come lei, diventata suora per errore. Durante una confessione in chiesa Maria intravede una cerimonia di nozze e vede che lo sposo è proprio Nino mentre la sposa è la sorella di Maria, Giuditta. Infatti, dopo che Maria è tornata in chiesa, Nino ha chiesto la mano a Giuditta, da sempre innamorata di lui. Maria cade in depressione. Una sera lascia il convento e decide di correre da Nino il quale si è trasferito assieme a Giuditta proprio in una casa di fronte al convento. Maria viene accolta in casa dai due sposi ma  capisce immediatamente che le speranze di riavere Nino sono svanite perché Giuditta aspetta un figlio. Disperata, Maria rivela al ragazzo di averlo sempre amato e lo stesso Nino le confessa di aver sofferto molto dopo il suo rifiuto e proprio per questo aveva cercato di dimenticarla. Alla fine i due giovani si danno un bacio di addio e Maria torna in convento rassegnata a diventare suora, servendo per sempre Dio e la Chiesa.

## Riconoscimenti
- 1994 – David di Donatello
  - Migliori costumi a Piero Tosi
  - Candidatura per la migliore scenografia a Giantito Burchiellaro
- 1995 – Nastro d'argento
  - Migliori costumi a Piero Tosi
  - Candidatura per la migliore fotografia a Ennio Guarnieri
  - Candidatura per la migliore scenografia a Giantito Burchiellaro